# People's Choice Awards 2014
La 40ª edizione dei People's Choice Awards si è svolta l'8 gennaio 2014 al Nokia Theatre di Los Angeles. La cerimonia è stata presentata da Beth Behrs e Kat Dennings e trasmessa dalla CBS.
In seguito sono elencate le categorie. Il relativo vincitore è stato indicato indicato in grassetto.

## Cinema

### Film

#### Film preferito
- Iron Man 3, regia di Shane Black
- Cattivissimo me 2 (Despicable Me 2), regia di Pierre Coffin e Chris Renaud
- Fast & Furious 6, regia di Justin Lin
- Into Darkness - Star Trek, regia di J. J. Abrams
- Monsters University, regia di Dan Scanlon

#### Film drammatico preferito
- Gravity, regia di Alfonso Cuarón
- The Butler - Un maggiordomo alla Casa Bianca (The Butler), regia di Lee Daniels
- Captain Phillips - Attacco in mare aperto (Captain Phillips), regia di Paul Greengrass
- Il grande Gatsby (The Great Gatsby), regia di Baz Luhrmann
- Prisoners, regia di Denis Villeneuve

#### Film commedia preferito
- Corpi da reato (The Heat), regia di Paul Feig
- Come ti spaccio la famiglia (We're the Millers), regia di Rawson Marshall Thurber
- Instructions Not Included, regia di Eugenio Derbez
- Una notte da leoni 3 (The Hangover Part III), regia di Todd Phillips
- Un weekend da bamboccioni 2 (Grown Ups 2), regia di Dennis Dugan

#### Film d'azione preferito
- Iron Man 3
- Fast & Furious 6
- Into Darkness - Star Trek
- Wolverine - L'immortale (The Wolverine), regia di James Mangold
- World War Z, regia di Marc Forster

#### Film per famiglie preferito
- Cattivissimo me 2 (Despicable Me 2)
- Il grande e potente Oz (Oz the Great and Powerful), regia di Sam Raimi
- Monsters University
- Percy Jackson e gli dei dell'Olimpo - Il mare dei mostri (Percy Jackson: Sea of Monsters), regia di Thor Freudenthal
- I Puffi 2 (The Smurfs 2), regia di Raja Gosnell

#### Film thriller preferito
- Now You See Me - I maghi del crimine (Now You See Me), regia di Louis Leterrier
- The Call, regia di Brad Anderson
- Die Hard - Un buon giorno per morire (A Good Day to Die Hard), regia di John Moore
- Red 2, regia di Dean Parisot
- Sotto assedio - White House Down (White House Down), regia di Roland Emmerich

#### Film horror preferito
- Lo sguardo di Satana - Carrie (Carrie), regia di Kimberly Peirce
- L'evocazione - The Conjuring (The Conjuring), regia di James Wan
- Hansel & Gretel - Cacciatori di streghe (Hansel and Gretel: Witch Hunters), regia di Tommy Wirkola
- La madre (Mama), regia di Andrés Muschietti
- Oltre i confini del male: Insidious 2 (Insidious 2), regia di James Wan

### Recitazione

#### Attore preferito in un film
- Johnny Depp
- Leonardo DiCaprio
- Robert Downey Jr.
- Hugh Jackman
- Channing Tatum
- Mark Wahlberg

#### Attrice preferita in un film
- Sandra Bullock
- Jennifer Aniston
- Scarlett Johansson
- Melissa McCarthy
- Gwyneth Paltrow

#### Attore preferito in un film drammatico
- Leonardo DiCaprio
- Ryan Gosling
- Chris Hemsworth
- Hugh Jackman
- Channing Tatum

#### Attrice preferita in un film drammatico
- Sandra Bullock
- Amy Adams
- Halle Berry
- Emma Stone
- Oprah Winfrey

#### Attore preferito in un film commedia
- Adam Sandler
- Bradley Cooper
- James Franco
- Zach Galifianakis
- Chris Rock

#### Attrice preferita in un film commedia
- Sandra Bullock
- Jennifer Aniston
- Scarlett Johansson
- Melissa McCarthy
- Emma Watson

#### Attore preferito in un film d'azione
- Robert Downey Jr.
- Vin Diesel
- Hugh Jackman
- Brad Pitt
- Channing Tatum

#### Coppia preferita in un film
- Sandra Bullock e George Clooney – Gravity
- Jennifer Aniston e Jason Sudeikis – Come ti spaccio la famiglia
- Sandra Bullock e Melissa McCarthy – Corpi da reato
- Zachary Quinto e Chris Pine – Into Darkness - Star Trek
- Robert Downey Jr. e Gwyneth Paltrow – Iron Man 3

## Televisione

### Programmi

#### Serie TV commedia preferita
- The Big Bang Theory
- 2 Broke Girls
- Glee
- How I Met Your Mother
- Modern Family

#### Serie TV drammatica preferita
- The Good Wife
- Chicago Fire
- Grey's Anatomy
- Nashville
- Parenthood

#### Film per la televisione o miniserie preferita
- American Horror Story
- La Bibbia (The Bible)
- Dietro i candelabri (Behind the Candelabra)
- Sharknado
- The White Queen

#### Serie TV commedia preferita (via cavo)
- Psych
- Cougar Town
- Diario di una nerd superstar (Awkward)
- Hot in Cleveland
- Melissa & Joey

#### Serie TV drammatica preferita (via cavo)
- The Walking Dead
- Downton Abbey
- Pretty Little Liars
- Sons of Anarchy
- White Collar

#### Serie TV crime drama preferita
- Castle
- Bones
- Criminal Minds
- The Mentalist
- NCIS - Unità anticrimine (NCIS)

#### Serie TV sci-fi/fantasy preferita
- Beauty and the Beast
- C'era una volta (Once Upon a Time)
- Supernatural
- The Vampire Diaries
- The Walking Dead

#### Serie TV preferita (via cavo, pay tv)
- Homeland - Caccia alla spia (Homeland)
- Californication
- Girls
- Il Trono di Spade (Game of Thrones)
- True Blood

#### Serie streaming preferita
- Orange Is the New Black
- Arrested Development - Ti presento i miei (Arrested Development)
- Between Two Ferns with Zach Galifianakis
- House of Cards - Gli intrighi del potere (House of Cards)
- Losing It with John Stamos

#### Serie TV maggiormente rimpianta
- Breaking Bad - Reazioni collaterali (Breaking Bad)
- 30 Rock
- Dexter
- Fringe
- The Office

#### Talent show preferito
- The Voice
- America's Got Talent
- Dancing with the Stars
- MasterChef
- The X Factor

#### Nuova serie TV commedia preferita
- Super Fun Night
- Brooklyn Nine-Nine
- The Crazy Ones
- Dads
- The Goldbergs
- The Michael J. Fox Show
- The Millers
- Mom
- Sean Saves the World
- Tre mogli per un papà (Trophy Wife)

#### Nuova serie TV drammatica preferita
- Reign
- Agents of S.H.I.E.L.D.
- The Blacklist
- C'era una volta nel Paese delle Meraviglie (Once Upon a Time in Wonderland)
- Dracula
- Hostages
- The Originals
- Tradimenti (Betrayal)
- Sleepy Hollow
- The Tomorrow People

### Recitazione e conduzione

#### Attore preferito in una serie TV commedia
- Chris Colfer
- Darren Criss
- Jesse Tyler Ferguson
- Neil Patrick Harris
- Jim Parsons

#### Attrice preferita in una serie TV commedia
- Kaley Cuoco
- Zooey Deschanel
- Jane Lynch
- Melissa McCarthy
- Lea Michele

#### Attore preferito in una serie TV drammatica
- Josh Charles
- Kevin Bacon
- Jim Caviezel
- Patrick Dempsey
- Mark Harmon

#### Attrice preferita in una serie TV drammatica
- Stana Katic
- Mariska Hargitay
- Julianna Margulies
- Sandra Oh
- Pauley Perrette

#### Attrice preferita in una serie TV (via cavo)
- Lucy Hale
- Courteney Cox
- Claire Danes
- Angie Harmon
- Maggie Smith

#### Attore preferito in una serie TV sci-fi/fantasy
- Ian Somerhalder
- Jensen Ackles
- Stephen Amell
- Andrew Lincoln
- Jared Padalecki

#### Attrice preferita in una serie TV sci-fi/fantasy
- Kristin Kreuk
- Emilia Clarke
- Nina Dobrev
- Ginnifer Goodwin
- Tatiana Maslany

#### Attore preferito in una nuova serie TV
- Joseph Morgan
- Michael J. Fox
- Jonathan Rhys-Meyers
- Andy Samberg
- Robin Williams

#### Attrice preferita in una nuova serie TV
- Sarah Michelle Gellar
- Anna Faris
- Allison Janney
- Ming-Na Wen
- Rebel Wilson

#### "Alchimia" preferita tra due personaggi di una serie TV
- Damon ed Elena interpretati da Ian Somerhalder e Nina Dobrev – The Vampire Diaries
- Castle e Beckett interpretati da Nathan Fillion e Stana Katic – Castle
- Capitan Uncino ed Emma interpretati da Colin O'Donoghue e Jennifer Morrison – C'era una volta (Once Upon a Time)
- Kurt e Blaine interpretati da Chris Colfer e Darren Criss – Glee
- Derek e Meredith interpretati da Patrick Dempsey e Ellen Pompeo – Grey's Anatomy

#### "Bromance" preferita in una serie TV
- Sam, Dean e Castiel interpretati da Jared Padalecki, Jensen Ackles e Misha Collins – Supernatural
- Sheldon, Leonard, Howard e Raj interpretati da Jim Parsons, Johnny Galecki, Simon Helberg e Kunal Nayyar – The Big Bang Theory
- Kevin e Javier interpretati da Seamus Dever e Jon Huertas – Castle
- Blaine e Sam interpretati da Darren Criss e Chord Overstreet – Glee
- Ted, Marshall e Barney interpretati da Josh Radnor, Jason Segel e Neil Patrick Harris – How I Met Your Mother

#### "Amiche del cuore" preferite in una serie TV
- Rachel e Santana interpretate da Lea Michele e Naya Rivera – Glee
- Caroline e Max interpretate da Beth Behrs e Kat Dennings – 2 Broke Girls
- Penny, Bernadette e Amy interpretate da Kaley Cuoco, Melissa Rauch e Mayim Bialik – The Big Bang Theory
- Meredith e Cristina interpretate da Ellen Pompeo e Sandra Oh – Grey's Anatomy
- Lily e Robin interpretate da Alyson Hannigan e Cobie Smulders – How I Met Your Mother

#### "Antieroe" preferito in una serie TV
- Rick Grimes interpretato da Andrew Lincoln – The Walking Dead
- Norman Bates interpretato da Freddie Highmore – Bates Motel
- Jaime Lannister interpretato da Nikolaj Coster-Waldau – Il Trono di Spade (Game of Thrones)
- Dexter Morgan interpretato da Michael C. Hall – Dexter
- Walter White interpretato da Bryan Cranston – Breaking Bad - Reazioni collaterali (Breaking Bad)

#### Presentatore preferito di un programma diurno
- Ellen DeGeneres
- Steve Harvey
- Phil McGraw
- Rachael Ray
- Kelly Ripa e Michael Strahan

#### Presentatore preferito di un talk show serale
- Stephen Colbert
- Jimmy Fallon
- Jimmy Kimmel
- David Letterman
- Conan O'Brien

#### Presentatore preferito di un nuovo talk show
- Queen Latifah
- Bethenny Frankel
- Arsenio Hall
- Ross Mathews
- Jenny McCarthy

## Musica

### Artista maschile preferito
- Justin Timberlake
- Avicii
- Michael Bublé
- Bruno Mars
- Blake Shelton

### Artista femminile preferito
- Demi Lovato
- Selena Gomez
- Katy Perry
- Pink
- Britney Spears

### Gruppo musicale preferito
- One Direction
- Imagine Dragons
- Maroon 5
- OneRepublic
- Paramore

### Artista emergente preferito
- Ariana Grande
- Icona Pop
- Fifth Harmony
- Imagine Dragons
- Lorde

### Artista Country preferito
- Taylor Swift
- The Band Perry
- Lady Antebellum
- Blake Shelton
- Carrie Underwood

### Artista Pop preferito
- Britney Spears
- Demi Lovato
- Bruno Mars
- Katy Perry
- Justin Timberlake

### Artista Hip-hop preferito
- Macklemore & Ryan Lewis
- Drake
- Jay-Z
- Lil Wayne
- Kanye West

### Artista R&B preferito
- Justin Timberlake
- Ciara
- Alicia Keys
- Rihanna
- Robin Thicke

### Gruppo "Alternative" preferito
- Fall Out Boy
- Imagine Dragons
- Mumford & Sons
- Muse
- Paramore

### Icona Country preferita
- Tim McGraw
- Alan Jackson
- Toby Keith
- Willie Nelson
- Usher

### Album preferito
- The 20/20 Experience – Justin Timberlake
- Bangerz – Miley Cyrus
- Based on a True Story... – Blake Shelton
- Blurred Lines – Robin Thicke
- To Be Loved – Michael Bublé

### Canzone preferita
- Roar – Katy Perry
- Just Give Me a Reason – Pink feat. Nate Ruess
- Mirrors – Justin Timberlake
- Radioactive – Imagine Dragons
- When I Was Your Man – Bruno Mars

### Video musicale preferito
- Roar – Katy Perry
- Best Song Ever – One Direction
- Heart Attack – Demi Lovato
- Just Give Me a Reason – Pink feat. Nate Ruess
- Wrecking Ball – Miley Cyrus

### Fandom musicale preferito
- Lovatics, fandom di Demi Lovato
- Britney Army, fandom di Britney Spears
- Directioners, fandom dei One Direction
- Little Monsters, fandom di Lady Gaga
- KatyCats, fandom di Katy Perry